# ادوارد هوچوار
ادوارد هوچوار (انگلیسی: Edvard Hočevar; ۳۱ مهٔ ۱۹۲۶ – ۱ فوریهٔ ۱۹۹۸) بازیکن فوتبال اهل یوگسلاوی بود.
از باشگاه‌هایی که در آن بازی کرده‌است می‌توان به باشگاه فوتبال پارتیزان اشاره کرد.